# Juan Carlos Onetti
Juan Carlos Onetti (1 iulie 1909, Montevideo, Uruguay – 30 mai 1994, Madrid, Spania) este un cunoscut romancier și autor de proză scurtă. De-a lungul carierei sale literare, autorul a fost distins în 1962 cu Premiul Național pentru Literatură (Uruguay), în 1980 cu prestigiosul Premiu Cervantes, Premiul Criticii (Spania) și cu Premiul Internațional al Uniunii Latine.

## Romane traduse în limba română
- La vida breve (1950) – Viață scurtă (Editura Nemira, 2007)
- Los adioses (1954) – Despărțiri (Editura Nemira, 2006)
- El astillero (1961) – Șantierul-fantomă (Ed. Nemira, 2006)